# Baie Transmarisca
La baie Transmarisca est une baie de l'Antarctique large de 4,3 km qui s'étend sur 3,2 km sur la côte nord de Krogh Island, entre Edholm Point (en) à l'est et Kuvikal Point (en) à l'ouest.

## Histoire
Elle a été nommée en rapport au site romain de Transmarisca (nord-est de la Bulgarie).

## Cartographie
- British Antarctic Territory. 1:200000 topographic map. DOS 610 Series, Sheet W 66 66. Directorate of Overseas Surveys, UK, 1976
- Antarctic Digital Database (ADD). 1:250000 topographic map of Antarctica. Scientific Committee on Antarctic Research (SCAR)